# Fernando Cáceres
Fernando Gabriel Cáceres (San Isidro, 7 de fevereiro de 1969) é um ex-futebolista argentino, que atuava como zagueiro.

## Clubes
Revelado pelo Argentinos Juniors em 1986, Cáceres disputou 113 jogos e marcou 5 gols até 1991, quando foi transferido para o River Plate, onde conquistou o Apertura de 1991. Suas atuações levaram-no para o futebol espanhol, para jogar no Zaragoza, onde venceu a Copa da Espanha em 1994 e a Recopa Europeia no ano seguinte.
De volta à Argentina em 1996, teve uma curta passagem pelo Boca Juniors (15 partidas e um gol marcado), antes de regressar à Espanha, desta vez para jogar no Valencia, permanecendo até o final da temporada de 1997–98, quando se transferiu para o Celta de Vigo, pelo qual atuou em 242 partidas (198 pelo Campeonato Espanhol), anotando 6 gols (3 por La Liga), sendo um dos destaques da equipe que tinha como destaques os russos Karpin e Mostovoy, o brasileiro Mazinho, o israelense Revivo, o bósnio Gudelj, o búlgaro Penev, o francês Makélélé, o compatriota Gustavo López, o equatoriano Kaviedes e o espanhol Míchel Salgado. Deixou o Celta em 2004 e, em janeiro do ano seguinte, assinou com o Córdoba, da Segunda Divisão. Nos Blanquiverdes, o zagueiro disputou apenas 11 jogos.
Voltou à Argentina ainda em 2005 para jogar no Independiente, entrando em uma seleta lista de jogadores que defenderam River Plate, Boca Juniors e Independiente. Em uma temporada pelo time de Avellaneda, Cáceres participou de 46 jogos, sem marcar gols. No ano seguinte, regressa ao Argentinos Juniors, onde iniciou sua carreira 20 anos antes. Uma lesão nos ligamentos do joelho impediu El Negro de atuar pelo clube, abandonando os gramados em 2007.

## Seleção Argentina
Cáceres venceu o torneio sul-americano sub-18 em 1985. Como profissional, estreou pela Seleção Argentina principal em 1992. Pela Albiceleste, jogou 2 edições da Copa América (1993 e 1995) e a Copa de 1994. Nesta última, foi o titular nas 4 partidas da Argentina, que viria a ser eliminada nas oitavas-de-final para a Romênia. O zagueiro chegou a disputar jogos pelas Eliminatórias para a Copa de 1998, mas ele não foi convocado para o torneio disputado na França, nem para a Copa América de 1997. Marcou apenas um gol pela Seleção, contra a Colômbia, também em 1997.

## O atentado
Em 1 de novembro de 2009, um grupo de assaltantes tentou roubar o carro de Cáceres, que foi atingido com um tiro na cabeça. Levado ao hospital, entrou em coma e perdeu o olho direito. Contrariando os médicos, que davam poucas chances de sobrevivência (a bala alojou-se na região paratemporal do cérebro do ex-jogador), El Negro começou a mostrar sinais de recuperação, inclusive deixando o coma e passando a respirar normalmente. Ramón, irmão do ex-zagueiro, reconheceu que a família está “muito feliz”: “Fernando começou a falar, esteve a falar de futebol com Leonel Gancedo”, disse, classificando a recuperação como “um milagre”.
Cáceres deixou o hospital em janeiro de 2010 e iniciou o processo de recuperação em uma clínica da cidade de Escobar. Em 2013, recebeu a condecoração máxima do Real Zaragoza (insígnia de ouro e brilhantes), porém em agosto do mesmo ano, voltou a ser assaltado, desta vez por uma garota que invadiu sua casa e levou alguns objetos e dinheiro, chegando inclusive a agredi-lo.

## Títulos

### Clubes
River Plate
- Primera División Argentina: Apertura 1991

Zaragoza
- Copa del Rey: 1993–94
- UEFA Cup Winners' Cup: 1994–95

### Internacional
Argentina
- Copa América: 1993